# Siedlisko (Gołdap)
Siedlisko (deutsch Altenbude) ist ein Ort in der polnischen Woiwodschaft Ermland-Masuren und gehört zur Stadt- und Landgemeinde Gołdap (Goldap) im Kreis Gołdap.

## Geographische Lage
Siedlisko liegt im Nordosten der Woiwodschaft Ermland-Masuren, 13 Kilometer südwestlich der Kreisstadt Gołdap (Goldap). Im Südwesten des Ortes erstreckt sich der Borkener Forst (auch: Borker Heide, polnisch: Puszcza Borecka), im Osten die Seesker Höhe (polnisch: Wzgórza Szeskie).

## Geschichte
Das vor 1785 noch Strabuda genannte Dorf war vor 1945 ein weit gestreutes Dorf. Zwischen 1874 und 1945 war Altenbude Amtssitz und namensgebend für einen Amtsbezirk. Er gehörte zeit seines Bestehens zum Kreis Goldap im Regierungsbezirk Gumbinnen der preußischen Provinz Ostpreußen. 
Im Jahre 1910 verzeichnete Altenbude 307 Einwohner. Ihre Zahl stieg bis 1933 auf 336 und belief sich 1939 noch auf 306.
Im Jahre 1945 kam Altenbude in Kriegsfolge mit dem gesamten südlichen Ostpreußen zu Polen und erhielt die polnische Bezeichnung „Siedlisko“. Heute ist das Dorf eine Ortschaft im Verbund der Stadt- und Landgemeinde Gołdap im Powiat Gołdapski, bis 1998 der Woiwodschaft Suwałki, seither der Woiwodschaft Ermland-Masuren zugeordnet.

### Amtsbezirk Altenbude (1874–1945)
Zum Amtsbezirk Altenbude gehörten anfangs 15, am Ende lediglich noch acht Dörfer:
| Name              | Änderungsname 1938 bis 1945 | Polnischer Name  | Bemerkungen                                                       |
| ----------------- | --------------------------- | ---------------- | ----------------------------------------------------------------- |
| Altenbude         |                             | Siedlisko        |                                                                   |
| Blandau           |                             |                  | 1928 in die Landgemeinde Duneyken eingegliedert                   |
| Friedrichswalde   |                             | Cicholaski       |                                                                   |
| Gerehlischken     | Gerwalde                    | Gieraliszki      |                                                                   |
| Glasau            |                             | Głażejewo        |                                                                   |
| Groß Duneyken     | Duneiken (Kr. Goldap)       | Dunajek          | 1928 in die Landgemeinde Duneyken eingegliedert                   |
| Groß Jesziorken   | ab 1930: Schöntal           | Jeziorki Wielkie |                                                                   |
| Groß Wiersbianken |                             |                  |                                                                   |
| Herzogsthal       |                             |                  | 1928 in die Landgemeinde Jesziorken eingegliedert                 |
| Jakobienen        |                             |                  | 1897 nach Friedrichswalde eingemeindet                            |
| Kamionken         | Eichicht                    | Kamionki         |                                                                   |
| Kowalken          | Beierswalde                 | Kowalki          | 1928 zu Teilen nach Friedrichswalde und nach Glasau eingegliedert |
| Löwenthal         |                             |                  | 1897 nach Friedrichswalde eingemeindet                            |
| Rudzien           | Rodenstein (Ostpr.)         | Rudzie           |                                                                   |
| Wiersbianken      | Lichtenhain                 | Wierzbianki      | 1928 in die Landgemeinde Duneyken eingegliedert                   |

Im Januar 1945 gehörten dem Amtsbezirk Altenbude noch an: Altenbude, Beierswalde, Duneiken, Eichicht, Friedrichswalde, Gerwalde, Rodenstein und Schöntal.

## Kirche
Evangelischerseits war Altenbude bis 1945 in das Kirchspiel der Kirche zu Grabowen (1938 bis 1945: Arnswald, polnisch: Grabowo) eingepfarrt. Sie war Teil des Kirchenkreises Goldap in der Kirchenprovinz Ostpreußen der Kirche der Altpreußischen Union. Heute gehören evangelische Einwohner Siedliskos zur Kirchengemeinde Gołdap, eine Filialgemeinde der Pfarrei Suwałki in der Diözese Masuren der Evangelisch-Augsburgischen Kirche in Polen.
Katholische Kirchenglieder im heutigen Siedlisko gehören nach wie vor zur Pfarrgemeinde in Gołdap. Sie gehört zum Dekanat Gołdap im Bistum Ełk (Lyck) der Katholischen Kirche in Polen. Vor 1945 waren die katholischen Einwohner Altenbude der Pfarrei in Goldap im Bistum Ermland zugeordnet.

## Verkehr
Siedlisko ist auf einer nicht unbedeutenden Nebenstraße zu erreichen, die bei Grabowo (Grabowen, 1938 bis 1945 Arnswald) von der polnischen Woiwodschaftsstraße DW 650 (einstige deutsche Reichsstraße 136) abzweigt und in südlicher Richtung nach Dunajek (Duneyken, 1938 bis 1945 Duneiken) und weiter in den Borkener Forst (auch: Borker Heide, polnisch: Puszcza Borecka) bis nach Czerwony Dwór (Rothenbude) führt.
Ein Bahnanschluss besteht nicht. Bis 1945 war Grabowen die nächste Bahnstation. Sie lag an der Bahnstrecke Angerburg–Goldap, die im Kriege zerstört wurde und danach nicht wieder reaktiviert worden ist.